# Малюк Джо
«Малюк Джо» (англ. Little Joe) — науково-фантастичний фільм-драма спільного виробництва Австрії, Великобританії та Німеччини 2019 року, поставлений режисеркою Джессікою Гауснер. Світова прем'єра стрічки відбулася 17 травня 2019 року на 72-му Каннському міжнародному кінофестивалі, де взяла участь в основній конкурсній програмі у змаганні за Золоту пальмову гілку.

## Сюжет
Аліса, мати-одиначка, працює старшим селекціонером в корпорації, що займаються виведенням нових видів рослин. Шляхом схрещування вона вирощує особливу нову квітку, примітну не тільки своєю красою, але й лікувальними властивостями: якщо її зберігати при ідеальній температурі, правильно підгодовувати і регулярно з нею розмовляти, ця рослина робить його власника щасливим.
Всупереч політиці компанії, Аліса бере одну рослину додому як подарунок своєму синові-підлітку Джо. Вони називають її «малюк Джо», але, в процесі росту рослини, Аліса починає підозрювати, що її нове творіння не може бути таким безпечним, як того передбачає дане йому ймення.

## У ролях
| • Емілі Бічем      | … | Аліса         |
| • Бен Вішоу        | … | Кріс          |
| • Ліенн Бест       | … | Бріттані      |
| • Себастьян Гюльк  | … | Ейван         |
| • Ліндсі Дункан    | … | психотерапевт |
| • Фенікс Броссар   | … |               |
| • Керрі Фокс       | … | Белла         |
| • Девід Вілмот     | … | Карл          |
| • Ендрю Раджан     | … | Джаспер       |
| • Горан Костич     | … | містер Шиміч  |
| • Яна Янежич       | … | місіс Шиміч   |
| • Джессі Ма Алонсо | … |               |
| • Кіт Коннор       | … |               |
| • Джейсон Клоуд    | … | студент       |

## Знімальна група
- Автор сценарію — Джессіка Гауснер, Джеральдін Байяр
- Режисер-постановник — Джессіка Гауснер
- Продюсер — Філіпп Бобер, Бертран Фавр, Мартін Гшлахт, Джессіка Гауснер, Ніл Джонс, Бруно Вагнер
- Виконавчий продюсер — Марина Пералез
- Лінійний продюсер — Ніл Джонс
- Оператор — Мартін Гшляхт
- Монтаж — Карина Ресслер
- Художник-постановник — Катарина Вепперманн
- Художник-костюмер — Таня Гауснер
- Артдиректор — Франческа Массаріол, Конрад Рейнгард
- Підбір акторів — Джессі Фрост, Джина Джей

## Нагороди та номінації
| Список нагород та номінацій  | Список нагород та номінацій | Список нагород та номінацій | Список нагород та номінацій | Список нагород та номінацій | Список нагород та номінацій |
| Кінофестиваль/Кінопремія     | Рік                         | Категорія                   | Номінант(и)                 | Результат                   | Дж                          |
| ---------------------------- | --------------------------- | --------------------------- | --------------------------- | --------------------------- | --------------------------- |
| 72-й Каннський кінофестиваль | 2019                        | Золота пальмова гілка       | Малюк Джо                   | Номінація                   | [ 3 ]                       |